# Can Costal
Can Costal és una masia de Bàscara (Alt Empordà) inclosa a l'Inventari del Patrimoni Arquitectònic de Catalunya.

## Descripció
Situat al sud-est del nucli urbà de la població de Bàscara, a poca distància del veïnat de les Roques i de la depuradora de Calabuig. S'hi accedeix pel camí del Molí des de la GI-622.
Edifici de planta rectangular, format per tres cossos adossats, amb les cobertes de teula de dues vessants i distribuïts en planta baixa i pis. L'edifici principal està situat a l'extrem de ponent del conjunt i presenta les obertures rectangulars. Les de la planta baixa estan emmarcades amb carreus de pedra desbastats, mentre que les del pis són bastides amb maons. Destaca el portal d'accés principal i les dues finestres laterals.
El cos central del conjunt, destinat a usos agrícoles, està disposat en perpendicular als altres dos i presenta una galeria al pis delimitada per una barana amb gelosia de recent construcció. L'últim edifici del conjunt, situat a l'extrem de llevant, presenta un gran portal d'arc rebaixat de maons i, al costat, un cobert rehabilitat.
La construcció és bastida amb pedra desbastada i còdols, amb carreus desbastats a les cantonades. L'habitatge principal presenta restes de l'arrebossat que el cobria.